# Ševarice
Ševarice (em cirílico: Шеварице) é uma vila da Sérvia localizada no município de Šabac, pertencente ao distrito de Mačva, na região de Mačva. A sua população era de 1059 habitantes segundo o censo de 2011.

## Demografia
| 1948  | 1953  | 1961  | 1971  | 1981  | 1991  | 2002  | 2011  |
| ----- | ----- | ----- | ----- | ----- | ----- | ----- | ----- |
| 1 648 | 1 668 | 1 640 | 1 582 | 1 458 | 1 295 | 1 308 | 1 059 |